# Walter Elsasser
Walter Maurice Elsasser (Mannheim, 20 marzo 1904 – Baltimora, 14 ottobre 1991) è stato un fisico e biologo tedesco, considerato il padre della teoria geodinamica.

## Vita e lavori
Ben prima di diventare noto per la sua teoria geodinamo, mentre era a Gottinga negli anni venti, Elsasser ha suggerito l'esperimento per testare l'aspetto ondulatorio degli elettroni. Questo consiglio fu in seguito comunicato dal suo collega di Gottinga, il Premio Nobel per la Fisica Max Born, ai fisici in Inghilterra. Questo spiegava i risultati dell'esperimento di Davisson e Germer e di quello di Thomson in seguito premiati con un Premio Nobel per la Fisica. Nel 1935, mentre lavorava a Parigi, Elsasser calcolò le energie di legame di protoni e neutroni in nuclei a forte radioattività. Wigner, Jensen e la Goeppert-Mayer ricevettero nel 1963 il Nobel per un lavoro che sviluppava più approfonditamente l'iniziale formulazione di Elsasser. Dal canto suo Elsasser si avvicinò in ben due occasioni alla vincita di un Nobel.
Tra il 1946 e il 1947 Elsasser pubblicò dei lavori presentando la sua famosa teoria secondo la quale il campo elettromagnetico della Terra è potenziato da correnti parassite nel nucleo liquido del pianeta. Questa teoria è stata sviluppata dal 1941 in avanti.
Negli anni successivi Elsasser si interessò profondamente della cosiddetta biologia dei sistemi e contribuì a quest'ultima con una serie di articoli pubblicati sul Journal of Theorethical Biology.
La versione finale della sua teoria in materia è stata pubblicata postuma nell'opera postuma Reflections on Theory of Organisms («Riflessioni sulla Teoria degli Organismi»), sia nella prima edizione del 1987 che nella seconda edizione del 1998 con una prefazione aggiuntiva di Harry Rubin.

## Le leggi biotoniche
Centrale è all'interno del pensiero scientifico di Elsasser la concezione di una legge biotonica, secondo un'espressione da lui coniata, ovvero una legge di natura che non può essere inclusa fra le leggi della fisica. L'opera di Elsasser rimane tuttora controversa riguardo ad alcuni suoi aspetti, e si pone infatti in una strana relazione con il campo della biologia dei sistemi che egli ha contribuito a sviluppare. Accanto alla legge biotonica, altrettanto centrale nell'opera di Elsasser risulta essere la nozione di complessità astronomica della cellula. Da questa egli dedusse che ogni ricerca riguardo alla catena causale di eventi in un sistema biologico raggiungerà necessariamente un «punto terminale», nel quale il numero di tutti i possibili inputs nella catena arriverà a sopraffare la capacità dello scienziato di fare predizioni, anche con i computer più potenti e avanzati. Questo, che potrebbe sembrare un presupposto per lo scoramento dei ricercatori, in Elsasser assume in realtà il tono della semplice necessità di sviluppare un altro genere di biologia nella quale le catene causali molecolari non sono più il centro dell'attenzione degli studi. Sarebbe piuttosto la correlazione fra eventi sovra-molecolari a diventare la principale fonte di dati.

## Pubblicazioni
- The Physical Foundation of Biology. An Analytical Study, Pergamon Press, Londra 1958
- Atom and Organism. A New Approach to Theoretical Biology, Princeton University Press, 1966
- The role of individuality in biological theory, in Towards a Theoretical Biology vol.3 Edinburgh University Press, 1970
- The Chief Abstractions of Biology, North Holland, Amsterdam 1975.
- Memoirs of a Physicist in the Atomic Age, 1978
- Reflections on a Theory of Organisms. Holism in Biology, Johns Hopkins University Press (JHU), 1998